# Drame d'une nuit d'été
Drame d'une nuit d'été (Midsummer Night's Doom) a été écrit par Raymond Benson. Il écrit cette nouvelle pour les 45 ans du magazine Playboy, en 1999. La nouvelle présente une soirée organisée par Hugh Hefner. Le titre est une référence au Songe d'une nuit d'été de William Shakespeare. Elle fut traduite en français dans le numéro 5 du magazine Archives 007.

## Résumé
M envoie Bond à une soirée Playboy de Hugh Hefner, le fondateur du Magazine pour surveiller un certain Martin Tuttle, une star du rock soupçonnée de voler avec sa femme des plans d'un prototype électronique pour le vendre à la mafia russe. 007 se rend au manoir Playboy pour la soirée vêtu d'un pyjama (thème de la soirée) et y rencontre la playmate Lisa Dergan qui le présente à Hefner. Celui offre à Bond un Stylo espion, qui enregistre les conversations pour qu'il le place sur Tuttle afin de découvrir l’identité de l'acheteur. Lors de la soirée Bond rencontre Victoria Zdrok et son compagnon Redenius, un russe, puis il danse avec elle. Celle-ci lui montre le collier qu'il lui a offert. Bond trouve Tuttle et offre son stylo à Lisa pour qu'il lui signe un autographe et lui dit qu'il peut garder le stylo. Bond écoute sa conversation et entend Tuttle se faire tuer au moment où il demande son paiement, Bond se précipite sur place où il découvre son cadavre, le compagnon de Victoria et un de ses hommes de main. Après avoir lutté pour venir au bout de l'homme du main, Bond rattrape Redenius devant la piscine et se font encerclés par la sécurité. Hefner intervient et Bond désigne Redenius comme le coupable, il brise le collier de Victoria et en sort des microfilms cachés dedans à l'insu de la fille. Redenius est arrêtée et Bond part passer du temps avec Lisa. 